# Elektriktus
Elektriktus foi um grupo italiano de rock progressivo ativo durante a década de 1970.

## História
Sem nenhum detalhe sobre a identidade dos músicos, o Elektriktus foi um misterioso nome que apareceu em único LP lançado pela PDU em 1976. Em realidade por trás da identidade se escondia Andrea Centazzo, músico e compositor de Udine, autor de dezenas de LP com seu nome com prevalência no campo do free jazz e da música de vanguarda. Após ter tocado como baterista com Giorgio Gaslini, Centazzo construiu um pequeno estúdio onde gravou algumas fitas com um Teac 4 pistas e uma instrumentação muito reduzida.
O LP, intitulado Electronic mind waves, contém oito músicos com amplo uso de sintetizadores que mostram uma grande influência de parte da música cósmica alemã. O álbum é seguramente um entre aqueles lançados na Itália com a mais forte inspiração do Krautrock e não se distancia dos primeiros trabalhos de Roberto Cacciapaglia.
Por esse motivo não surpreende o fato que tenha sido publicado pela PDU, visto que essa casa discográfica distribuía na Itália uma boa parte da produção das etiquetas alemãs Kosmiche Kuriere e Ohr.
Do posto de vista musical, o álbum interessa aos apaixonados pelos teclados, ainda que haja em algumas músicas interessantes variações, como uma parte de contrabaixo in First wave.
Centazzo prosseguiu sua própria carreira musical que continua atualmente, tendo se transferido para os Estados Unidos.

## Discografia

### LP
- 1976 - Electronic mind waves (PDU, PDL A 6050))

### CD
- 2007 - Electronic mind waves (AMS/Vinyl Magic, AMS 113) reedição do álbum de 1976 com uma música adicional.